# فیلیپ میهالیویچ
فیلیپ میهالیویچ (کرواتی: Filip Mihaljević؛ زادهٔ ۳۱ ژوئیهٔ ۱۹۹۴) پرتابگر وزنه و دیسک اهل کرواسی است.
وی در مسابقات کشوری و بین‌المللی در مجموع برندهٔ ۱ مدال طلا، ۱ مدال نقره، ۲ مدال برنز شده‌است.